# Olga Strantzalī
Olga Strantzalī (in greco Όλγα Στράντζαλη?; Skydra, 12 gennaio 1996) è una pallavolista greca, schiacciatrice del Talmassons.

## Carriera

### Club
La carriera di Olga Strantzalī inizia nel club della sua città natale, l'Aristotelis Skydra: dopo una sola annata si trasferisce nel settore giovanile dell'Īraklīs Salonicco, col quale disputa due campionati, prima di passare all'Aias Evosmou. Diventa professionista nella stagione 2012-13, quando debutta in A1 Ethnikī con l'Īraklīs Salonicco, restandovi legata per un biennio.
Si trasferisce per motivi accademici negli Stati Uniti d'America, dove partecipa alla NCAA Division I: nel 2014 gioca con la UC Los Angeles, mentre un anno dopo si trasferisce alla Miami (Florida), dove completa la sua eleggibilità sportiva nel triennio successivo. Appena conclusa la carriera universitaria, nel gennaio 2018 sigla un accordo in Francia per il finale della stagione 2017-18 con il Béziers, club impegnato in Ligue A col quale conquista lo scudetto.
Nel campionato 2018-19 approda nella Liga Siatkówki Kobiet col PTPS, mentre nel campionato seguente si accasa al Legionovia: lascia la Polonia nella stagione 2020-21 per difendere i colori del Cuneo Granda, nella Serie A1 italiana, dove resta fino ai primi giorni del 2021, quando si separa dalla formazione piemontese per fare ritorno in Liga Siatkówki Kobiet per il resto dell'annata, questa volta ingaggiata dal Chemik Police; nei pochi mesi in biancoblù conquista la coppa nazionale e il campionato.
Per la stagione 2021-22 è di scena nella Divizia A1 rumena con la maglia dell'Alba-Blaj, con la quale si aggiudica Supercoppa, Coppa di Romania e campionato, mentre nell'annata 2022-23 fa rientro in patria per disputare la Volley League con il PAOK; nella stagione seguente passa all'AEK Atene, sempre nel massimo campionato greco.
Nel campionato 2024-25 torna nella massima divisione italiana, questa volta con la neopromossa Talmassons.

### Nazionale
Tra il 2011 e il 2015 fa parte delle selezioni giovanili greche, impegnata con l'Under-18, con l'Under-19 e con l'Under-20.
Nel 2012 fa il suo esordio in nazionale maggiore in occasione delle qualificazioni al campionato europeo 2013. Successivamente si aggiudica la medaglia d'argento ai XVIII Giochi del Mediterraneo.

## Palmarès

### Club
- Campionato francese: 1

2017-18
- Campionato polacco: 1

2020-21
- Campionato rumeno: 1

2021-22
- Coppa di Polonia: 1

2020-21
- Coppa di Romania: 1

2021-22
- Supercoppa rumena: 1

2021

### Nazionale (competizioni minori)
- Giochi del Mediterraneo 2018